# Acrolophus libitina
Acrolophus libitina är en fjärilsart som beskrevs av Druce 1901. Acrolophus libitina ingår i släktet Acrolophus och familjen Acrolophidae. Inga underarter finns listade i Catalogue of Life.